# Harrienstedt
Harrienstedt è una frazione (Ortsteil) del comune di Raddestorf, nel land della Bassa Sassonia, in Germania.

## Storia
Già comune autonomo nel circondario di Nienburg/Weser, fu soppresso e incorporato a Raddestorf il 1º marzo 1974.
| Controllo di autorità | VIAF (EN) 247375208 · GND (DE) 4494950-9 |